# イズリントン

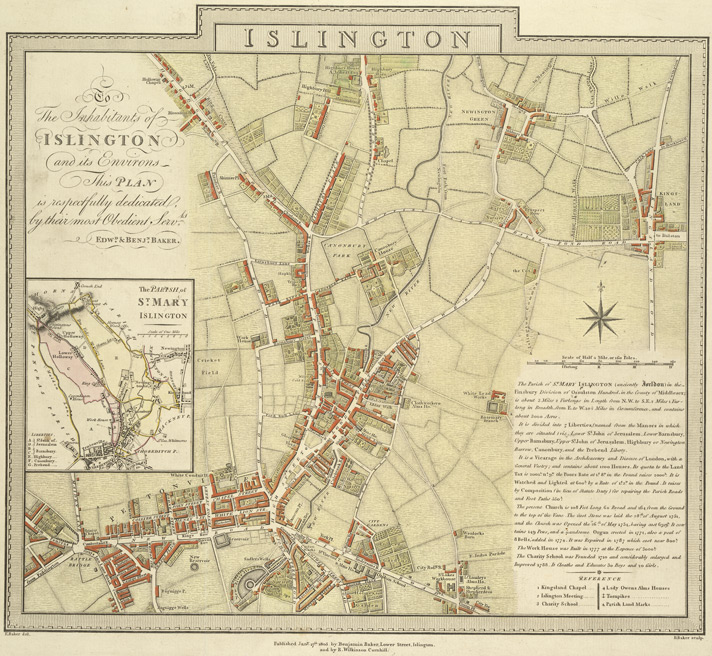
イズリントンの地図（1805年、E・ベイカーにより作成）

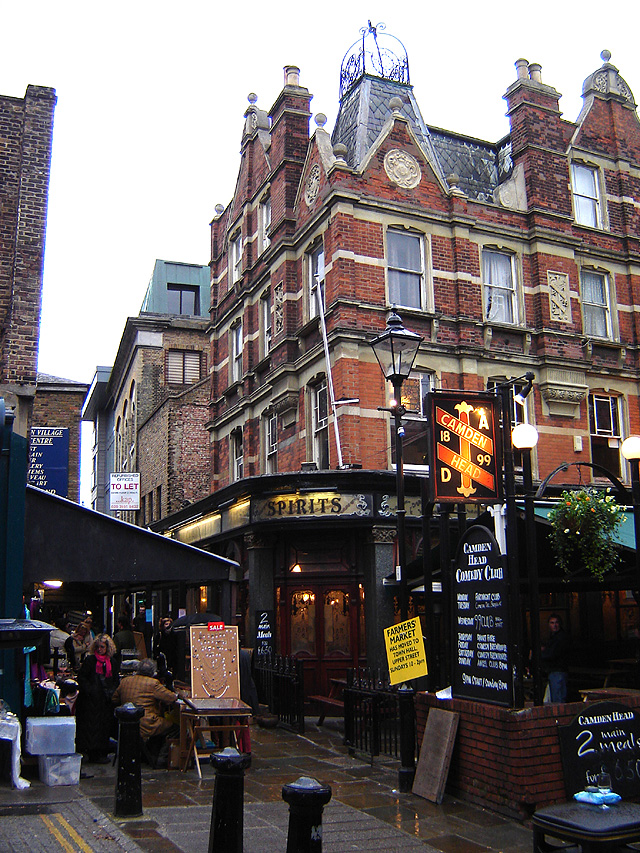
カムデン・パッセージ

イズリントン (Islington) は、ロンドン北部に位置する地区。行政区画としてはイズリントン・ロンドン特別区を形成している。

## 特徴
地区を南北に走る目抜き通りであるアッパー・ストリートにはレストラン、ブティック、パブなどが立ち並んでいる。ハイベリーにスタジアムを構えるアーセナルFCのホームタウンでもある。アッパー・ストリートとエセックス・ロードの交差点付近に存在するカムデン・パッセージには骨董店が立ち並んでいる。毎週水、木、土曜日に露店が開かれ人々でにぎわっている。ここからアッパー・ストリート沿いに200メートルほど北へ進むと元王立農業会館、現在のビジネス・デザイン・センター (BDC)が建っている。

## 歴史
シティ・オブ・ロンドンの北隣に位置することから19世紀に高級住宅地、ショッピング街としての開発が開始された。劇場やコリンズ・ミュージック・ホールなどの娯楽施設も建設された。しかし20世紀半ばになると経済不況の影響を受け人口が減少し、地区の所々に貧困街が見られるようになった。
1960年代からイズリントン地区は大規模な再開発の対象となり、その結果中産階級を中心とした流行に敏感な人々が好んで集まるような地域に変貌した。ニュー・レイバー・ムーヴメントに属する階層も多く住んでおり、トニー・ブレアは1997年の総選挙において首相に選出される以前はこの地区の住人であった。このようなことからイズリントンに住む人々は政治的にリベラル、専門職に就き、ガーディアンの読者そしてシャンパン社会主義者（裕福な社会主義者）であるとされることが多い。
実際のイズリントンはイギリス一とも称されるほど多様な階層の人々が居住しており、暗く薄汚れた公営住宅団地の隣に優雅なジョージアン建築が並んでいる場所さえある。